# Attentat auf Alfred Herrhausen

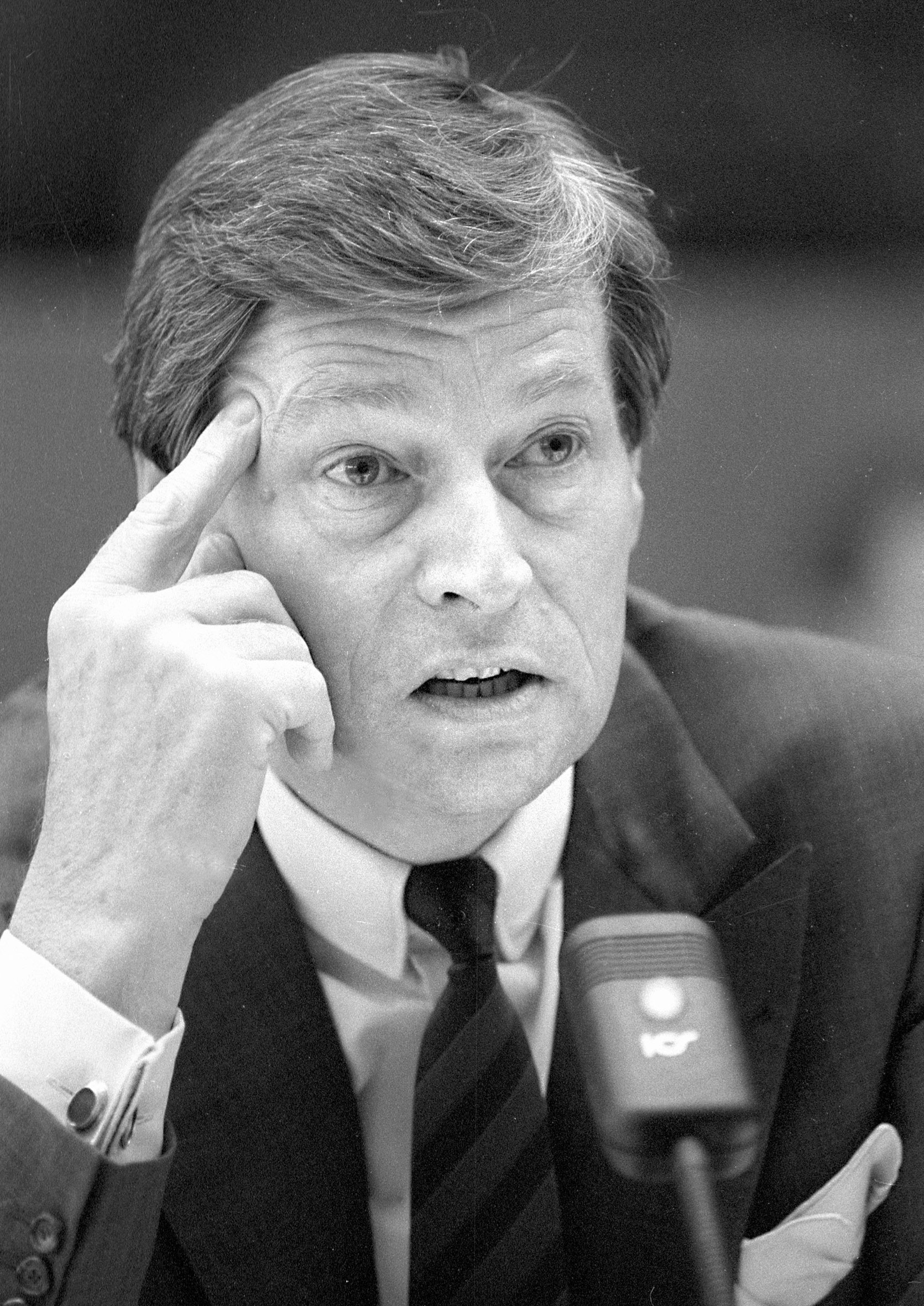
Alfred Herrhausen

Am 30. November 1989 wurde Alfred Herrhausen in Bad Homburg in unmittelbarer Nähe seines Wohnhauses durch ein Sprengstoffattentat ermordet. Der wirtschaftlich und politisch äußerst einflussreiche 59-jährige Vorstandssprecher der Deutschen Bank befand sich auf der morgendlichen Fahrt zu seinem in Frankfurt am Main gelegenen Büro. Herrhausen verblutete noch am Tatort, sein Chauffeur überlebte den Anschlag verletzt.
Die linksterroristische Rote Armee Fraktion (RAF) bekannte sich zu der Tat mit einem Selbstbezichtigungsschreiben, dessen Echtheit jedoch angezweifelt wurde. Im Zuge der Ermittlungen wurde festgestellt, dass der Materialaufwand, die technisch präzise Ausführung sowie der Einsatz einer Bombe militärischer Bauart mit dem Sprengstoff TNT nicht der bisherigen Vorgehensweise der RAF entsprachen. Sprengstoff- und Terrorismusexperten sind der einhelligen Auffassung, dass die Herstellung der panzerbrechenden Bombe in jedem Falle von Außen übernommen wurde. Zahlreiche Auffälligkeiten rund um den Tatort im Vorfeld des Attentats wurden trotz einschlägiger und behördlich vorgeschriebener Sicherheitskonzepte durch die spezialisierten Sicherheitskräfte nicht wahrgenommen.
Des Weiteren versuchte das hessische Landesamt für Verfassungsschutz mittels fingierter Falschaussagen eines ehemaligen V-Manns eine Tatbeteiligung von vier vermeintlichen RAF-Terroristen zu konstruieren, aus denen entsprechende Haftbefehle seitens der Bundesanwaltschaft resultierten. Im Zuge von Recherchen mehrerer WDR-Journalisten widerrief der vom Bundeskriminalamt als Kronzeuge präsentierte V-Mann seine Aussagen und die Haftbefehle mussten wieder aufgehoben werden. Die bis heute ausstehende Aufklärung der Umstände und Urheberschaft des Attentats, aber auch das umstrittene Vorgehen der Ermittlungsbehörden, führten zu Kritik und Mutmaßungen über eine Beteiligung von Angehörigen des hessischen Verfassungsschutzes, weiteren westlichen und östlichen Geheimdiensten sowie der im Libanon beheimateten Terrororganisation PFLP.

## Personenschutz Herrhausens durch LKA und Sicherheitsdienst

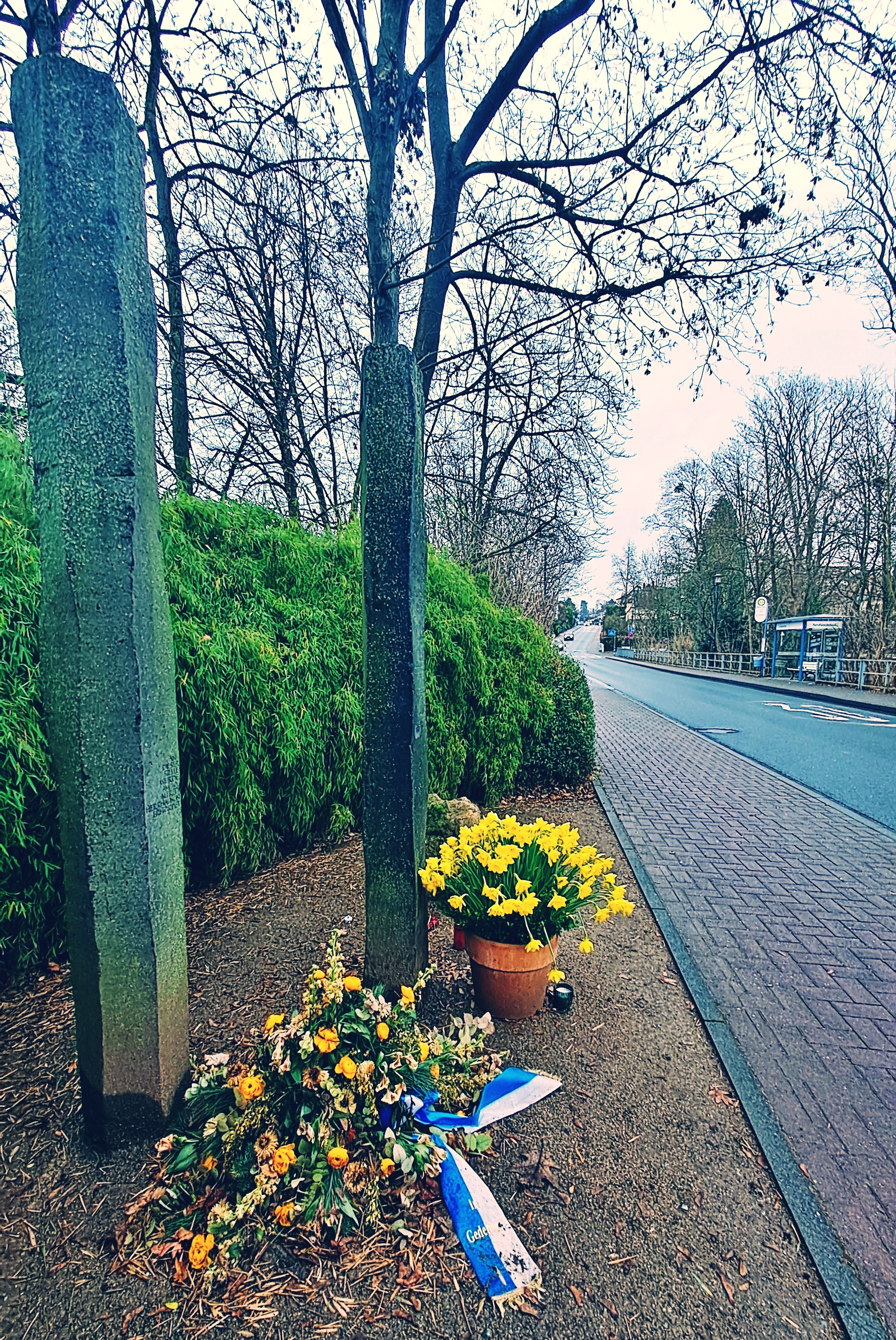
Alfred-Herrhausen-Mahnmal am Tatort in Bad Homburg

Herrhausen war sich der potentiellen Bedrohung durch terroristische Anschläge bewusst. Nach der Entführung und Ermordung des Arbeitgeberverbands-Präsidenten Hanns Martin Schleyer im September 1977 hatte er nach Angaben seiner Ehefrau schriftlich verfügt, dass man bei seiner möglichen Entführung und eventuellen Erpressung der Bundesrepublik Deutschland den Forderungen nicht nachgeben solle. Seit September 1989 gab es mehrere Anzeichen, dass die RAF Herrhausen ins Visier nahm. Herrhausen galt als der bestgeschützte Wirtschaftsmanager der Bundesrepublik. Der direkte Schutz Herrhausens lag in den Händen des Personenschutzes der
Deutschen Bank, dessen eigener Sicherheitsdienst aus ehemaligen Polizeibeamten bestand. Für Herrhausens Villa, für das Umfeld und für die Fahrtstrecke war das Hessische Landeskriminalamt in Wiesbaden zuständig. Es setzte dafür ein Mobiles Einsatzkommando ein. Dieses bestand aus einem Sondereinsatzkommando und aus einem Präzisionsschützenkommando. Das Mobile Einsatzkommando des Landeskriminalamtes war auch in Observation ausgebildet und zu dessen Aufgaben zählte, terroristische Gewalttäter bei der Ausspähung gefährdeter Personen zu ergreifen. Als Weisung galt für diese Spezialisten das so genannte „Fahndungskonzept 106“, kurz „K 106“, ein 1986 vom Bundeskriminalamt eingeführtes Sicherheitskonzept. Nach diesem Sicherheitskonzept sollten verdächtige Personen beobachtet werden. Außerdem mussten an den Fahrstrecken Baustellen, Grabungen und die Verlegung von Kabeln besonders überprüft werden. In einer Sicherheitsanalyse der Strecke von Bad Homburg nach Frankfurt wurde in besonderem Maße betont, dass der Seedammweg, der Ort des späteren Attentats, aufgrund seiner Straßenführung und baulichen Gegebenheiten ein klares Sicherheitsdefizit aufwies. Der Seedammweg führte als relativ enge Passage am östlichen Rand des Bad Homburger Kurparks vorbei, wobei die Straße hier zusätzlich an der Bushaltestelle für das Kaiserin-Friedrich-Gymnasium bzw. die nahe gelegene Taunus-Therme künstlich verengt wurde. Dadurch mussten Fahrzeuge nochmals ihre Geschwindigkeit reduzieren.
Am Donnerstagmorgen des 30. November 1989 verließ Herrhausen sein Wohnhaus im Ellerhöhweg in Bad Homburg, um sich von seinem Chauffeur in seiner mit der höchsten Widerstandsklasse (B6/B7) gepanzerten Mercedes S-Klasse-Limousine 500 SE W 126 ins Büro der Deutschen Bank nach Frankfurt am Main fahren zu lassen. Nur in wenigen hundert Metern Entfernung von seinem Wohnhaus nach einer Fahrzeit von etwa drei Minuten detonierte um 8:34 Uhr im Seedammweg (⊙) zwischen Taunus-Therme und Seedammbad eine technisch höchst raffiniert konstruierte Bombe, die sich auf dem Gepäckträger eines präparierten Kinderfahrrads am Straßenrand befand. Herrhausen, der im Fahrzeug auf dem Rücksitz hinter dem Beifahrersitz saß, kam bei dem technisch präzise ausgeführten Attentat ums Leben, sein Chauffeur wurde durch das Geschoss verletzt. Die Personenschützer in den beiden Begleitfahrzeugen blieben unverletzt.

## Attentat

### Attentatsvorbereitungen

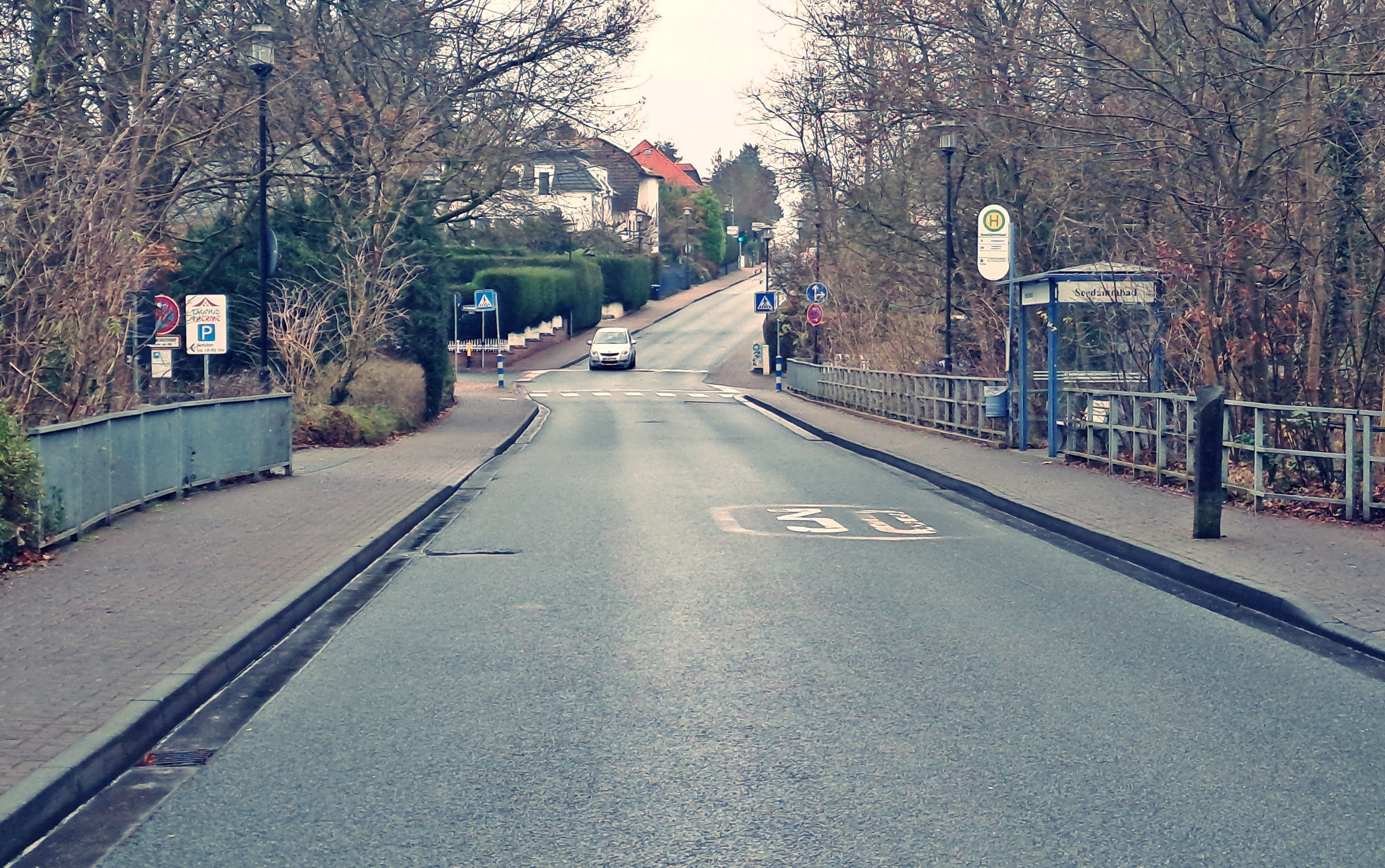
Der Anschlagsort im Dezember 2024. Das Fahrrad mit der Bombe befand sich in Höhe der auf der linken Straßenseite befindlichen Büsche gegenüber der Bushaltestelle. Herrhausen und seine Wagenkolonne fuhr aus dem Ellerhöhweg kommend – wie der PKW auf dem Foto – den Seedammweg herunter

Anfang Oktober 1989 richtet eine als Bauarbeitertrupp getarnte fünfköpfige Vorbereitungsgruppe des Attentats auf dem asphaltierten Bürgersteig des Bad Homburger Seedammwegs in Höhe des Freizeitbades Taunus-Therme eine Baustelle ein. „Ordnungsgemäß“ wird die Baustelle mit rot-weißen Markierungsbändern abgesperrt. Unter dem Bürgersteig soll ein Kabel verlegt werden, um für das Attentat auf Herrhausen eine Lichtschranke zu installieren. Statt mit einem professionellen Asphaltschneider meißelten die „Bauarbeiter“ die Asphaltdecke laienhaft mit Hammer und Meißel auf. Sie legten das Kabel in die aufgemeißelte Rille, schmierten sie wieder zu und führten das Kabel durch die Grünanlage des Freizeitbades bis zu einem Gebüsch. Nach Abschluss der Arbeiten wurde vom Vorbereitungstrupp ein Hammer liegengelassen. Der Hausmeister der Taunus-Therme entdeckte das 86 Meter lange Kabel auf dem Grundstück und entfernte es. Als Gartenarbeiter getarnt verlegten die Attentäter das Kabel neu. Noch wenige Tage vor dem Anschlag hantierten die Attentäter tagelang mit Messlatten am späteren Tatort. Sie richteten die Lichtschranke ein, die den Sprengstoff zünden sollte. Zudem schlossen ein Mann und eine Frau in Joggerkleidung an mehreren Tagen Ende November 1989 ein Fahrrad stets am gleichen Straßenbegrenzungspfahl an. Wieder an der Stelle, wo letztlich die Explosion stattfand. Auf dem Gepäckträger des Fahrrades war, wie am Tag des Anschlags, ein Paket befestigt.

### Attentatsausführung

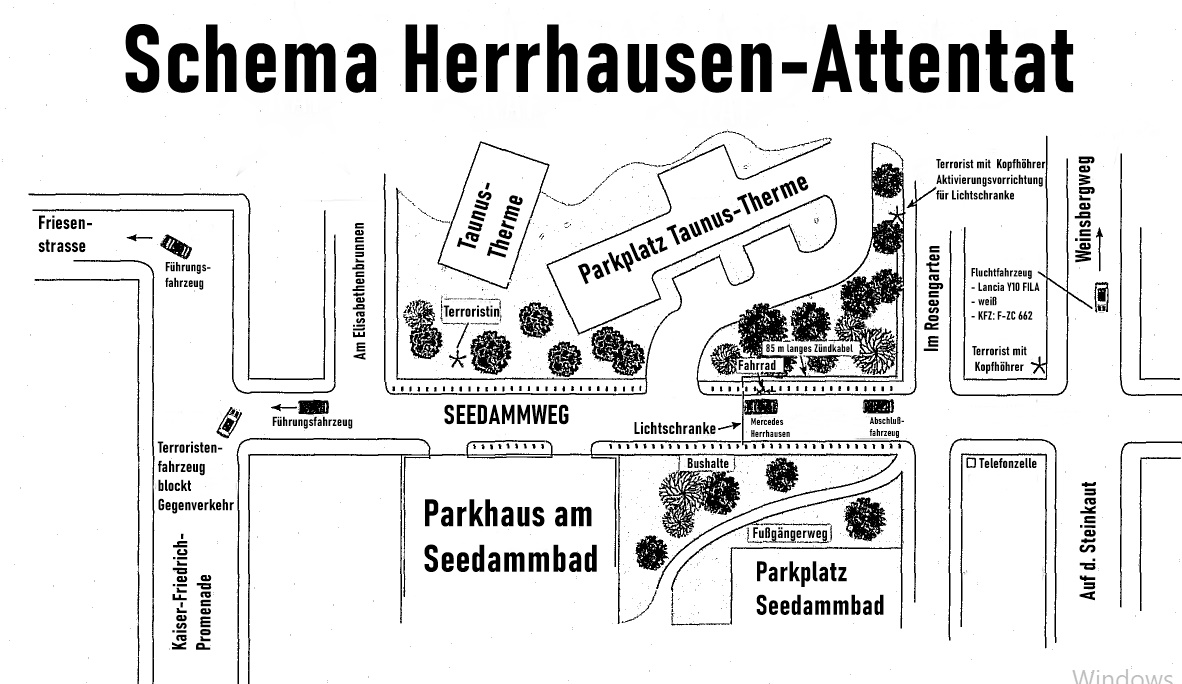
Schema 1 Herrhausen-Attentat (Übersicht Attentatsausführung)

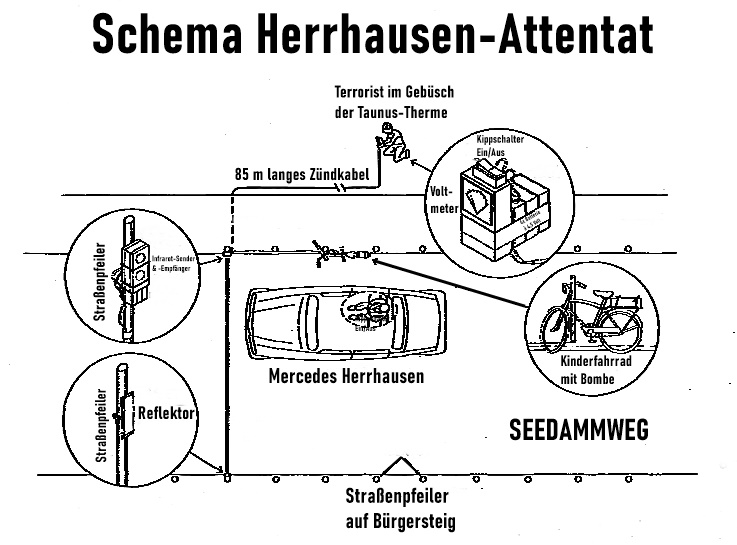
Schema 2 Herrhausen-Attentat (Sprengfalle)

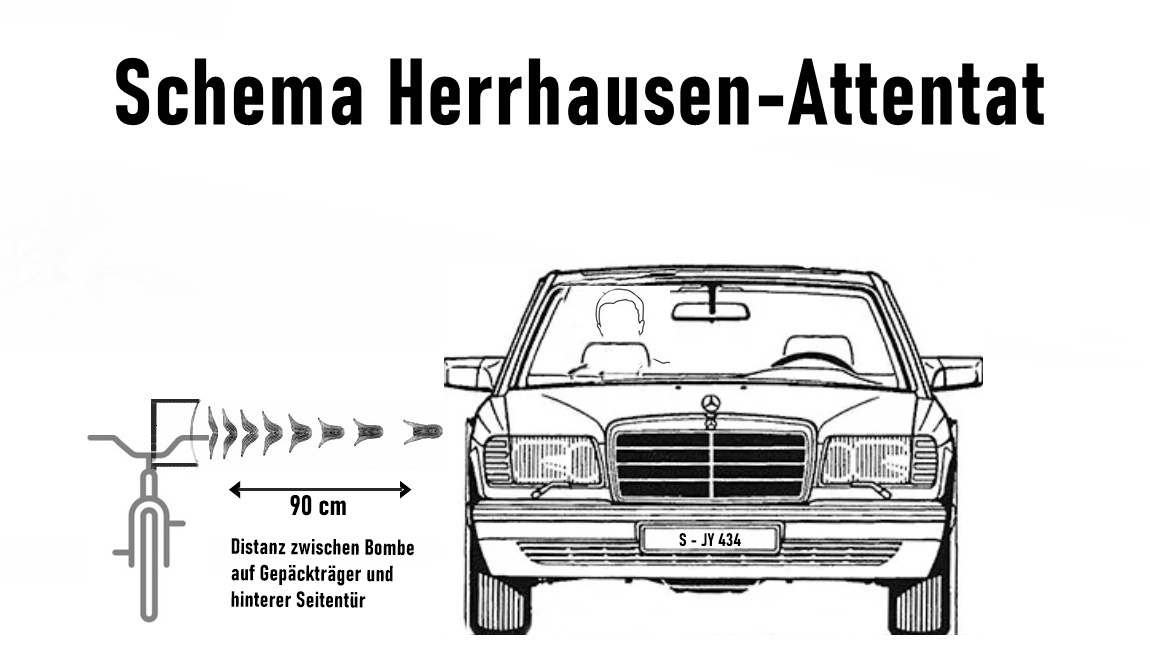
Schema 3 Herrhausen-Attentat (Funktionsweise der Bombe und Darstellung des Attentats)

Am Morgen des 30. November vor dem Attentat wurden fünf Attentäter und zwei Autos der Attentäter im Umfeld der Tatstelle beobachtet. Darunter befanden sich zwei in Jogginganzügen gekleidete und mit Kopfhörern ausgestattete Attentäter sowie zwei Attentäterinnen. Als Fluchtwagen diente ein weißer Lancia Y10 Fila. Unter anderem trugen die Attentäter eine batteriebetriebene Vorrichtung zur Zündung des Sprengsatzes in ein Gebüsch der Taunus-Therme an der Straße „Im Rosengarten“. Zudem justierten sie die an einem Straßenbegrenzungspfahl montierte Infrarot-Lichtschranke inklusive des auf der anderen Straßenseite befindlichen Reflektors gegenüber des Lichtschrankengeräts. Eine halbe Stunde vor dem Attentat „bestreiften“ die in Observation geschulten Spezialisten – wie in den Wochen zuvor – den Seedammweg und bemerkten weder das Jungen-Kinderfahrrad der Marke »Globus 2000« mit dem Sprengstoffpaket auf dem Gepäckträger, nicht das Lichtschrankengerät an einem Straßenbegrenzungspfahl, nicht das eineinhalb Meter lange, frei hängende Kabel zwischen dem Lichtschrankengerät und dem Sprengstoff und auch nicht den Reflektor an einem Straßenbegrenzungspfahl auf der anderen Straßenseite.
Der Wagenkonvoi von Herrhausen bestand wie immer aus drei Fahrzeugen: Ein Wagen fuhr vor Herrhausens gepanzertem Mercedes, ein weiteres Fahrzeug hinter ihm. Der erste Personenschutzwagen der Deutschen Bank fuhr an diesem Morgen fast zweihundert Meter weit voraus, viel weiter als sonst üblich ist. In dem Moment, als der Führungswagen die noch unaktivierte Lichtschranke passiert hatte, sendete ein als Jogger verkleideter Terrorist einem ebenfalls als Jogger verkleidetem Terroristen ein Signal. Dieser Terrorist befand sich in rund 85 Meter Entfernung zur Lichtschranke in einem Gebüsch der Taunus-Therme und aktivierte daraufhin mit einem batteriebetriebenen, zweckentfremdeten Voltmeter die mit einem zweiadrigen Kabel verbundene Lichtschranke. Als Herrhausens Führungswagen der Kolonne rechts um die Ecke vom Seedammweg auf die Kaiser-Friedrich-Promenade gebogen war, fuhr ein Wagen der Attentäter auf die Ecke der Straßeneinfahrt zum Seedammweg, um eventuell herannahenden Verkehr zu blockieren, der wiederum die Lichtschranke hätte passieren können.
Laut dem Schriftsteller und Autor Paul Kohl, der sich in seinem Radiofeature „Wir wissen definitiv, wer die Täter waren.“ Das Attentat auf Alfred Herrhausen. Rekonstruktion einer Spurenverwischung. mit dem Attentat auseinandersetzte, hätten die Personenschützer der Deutschen Bank die Sprengstofffalle bestehend aus dem mit der Bombe bestückten Kinderfahrrad und der in 1,80 m Entfernung befindlichen Lichtschrankenkonstruktion bemerken müssen. Ebenso müsste der Wagen aufgefallen sein, der an der Ecke Seedammweg / Kaiser-Friedrich-Promenade den Gegenverkehr blockierte und verhinderte, dass ein entgegenkommendes Fahrzeug versehentlich vor dem Herrhausen-Mercedes die aktivierte Lichtschranke durchfuhr.
Um 8:34 Uhr unterbrach die Bugspitze des Mercedes von Herrhausen die eingeschaltete Lichtschranke und löste damit die Zündung des Sprengstoffs aus. Die von hinten mit 7 Kilogramm des Sprengstoffs TNT beschichtete, konkav geformte Kupferplatte – eine sogenannte projektilbildende Ladung – war ähnlich einer Panzermine und bildete so die Variante der beim Militär üblichen Hohlladung. Sobald ein Initialzünder die TNT-Ladung explodieren lässt, verdichtet die Detonationswelle von knapp 7000 Metern pro Sekunde das Kupfer zu einer Art Projektil, das extrem schnell genau entgegen der konkaven Wölbung schießt. Dieses Projektil aus unter extremem Druck verformten Metall durchdringt praktisch alles, was ihm in näherer Entfernung im Wege ist. Diese in panzerbrechenden Waffen verwendete Anordnung setzt aufgrund des Misznay-Schardin-Effekts die Explosionsenergie zielgerichtet frei. Technisch gesehen war es daher keine Hohlladungsmine, wie in dem später aufgetauchten Bekennerschreiben fälschlich behauptet und anfangs auch von Behörden verbreitet wurde. Diese Bombe befand sich in einer Tasche auf dem Gepäckträger eines an einem Straßenbegrenzungspfahl lehnenden Kinderfahrrads.
Als Herrhausens Wagen durch die zuvor installierte Lichtschranke fuhr (Sprengfalle), explodierte die am Straßenrand auf dem Gepäckträger des Kinderfahrrads platzierte Bombe in ca. 90 cm Entfernung zu Herrhausens Wagen. Das Projektil aus dem unter extremem Druck verformten Kupfer traf exakt die rechte hintere Seitentür des gepanzerten Mercedes-Benz der S-Klasse. Die 2,8 Tonnen schwere Limousine, die mit ziemlich genau 50 km/h unterwegs gewesen war, wurde durch die Wucht der Druckwelle in die Luft gehoben, gedreht und blieb völlig zertrümmert quer zur Fahrtrichtung in 25 Metern Entfernung zum Explosionsort liegen. Die Türen, der Kofferraum und die Motorhaube wurden durch die Explosion aufgerissen. Ein abgesprengtes scharfkantiges Teil der inneren Türverkleidung öffnete Herrhausens Oberschenkelschlagader, doch Herrhausen lebte zunächst noch. Aufgrund ausbleibender erster Hilfe durch die in einem zweiten Wagen folgenden Personenschützer verblutete Herrhausen binnen weniger Minuten. Erst acht bis neun Minuten nach der Detonation kümmerten sich die Personenschützer der Deutschen Bank um Herrhausen.
Durch die enorme Druckwelle der Detonation wurden in der Taunus-Therme die vier schweren Eisentüren an der Gebäudefront Richtung Seedammweg aus der Verankerung gerissen, etliche Scheiben zersprangen. Die Karosserie des Fahrzeugs eines Mitarbeiters der Taunus-Therme wurde durch unzählige umherfliegende Steine durchlöchert. Des Weiteren wurden alle Scheiben einer großen Glasfront des Seedammbads zerstört und zahlreiche Garagentore am Seedammbad aufgedrückt.
Vergeblicher Einsatz des Fahrers
Der 62-jährige Jakob Nix war seit 19 Jahren Herrhausens Chauffeur, pflegte ein enges privates Verhältnis zu Herrhausen und war zudem Trauzeuge bei Herrhausens Hochzeit mit Traudl Herrhausen. Er wurde bei dem Attentat durch Splitter an Kopf und Arm verletzt. Während die Personenschützer noch im Begleitfahrzeug verharrten, ließ Nix sich aus dem Wagen fallen und ging dann um das zerstörte Fahrzeug herum zu Herrhausens Tür, die aus den Angeln gerissen war. Wegen seines verletzten Arms konnte er aber nicht zugreifen; es gelang ihm nicht, Herrhausen aus dem Wagen zu ziehen. Er wurde kurz darauf von einem der hinzugekommenen Personenschützer vom Fahrzeug weggeführt. Jakob Nix litt noch lange Zeit unter dem Trauma, dass er Herrhausen nicht mehr helfen konnte.

### Fahndung

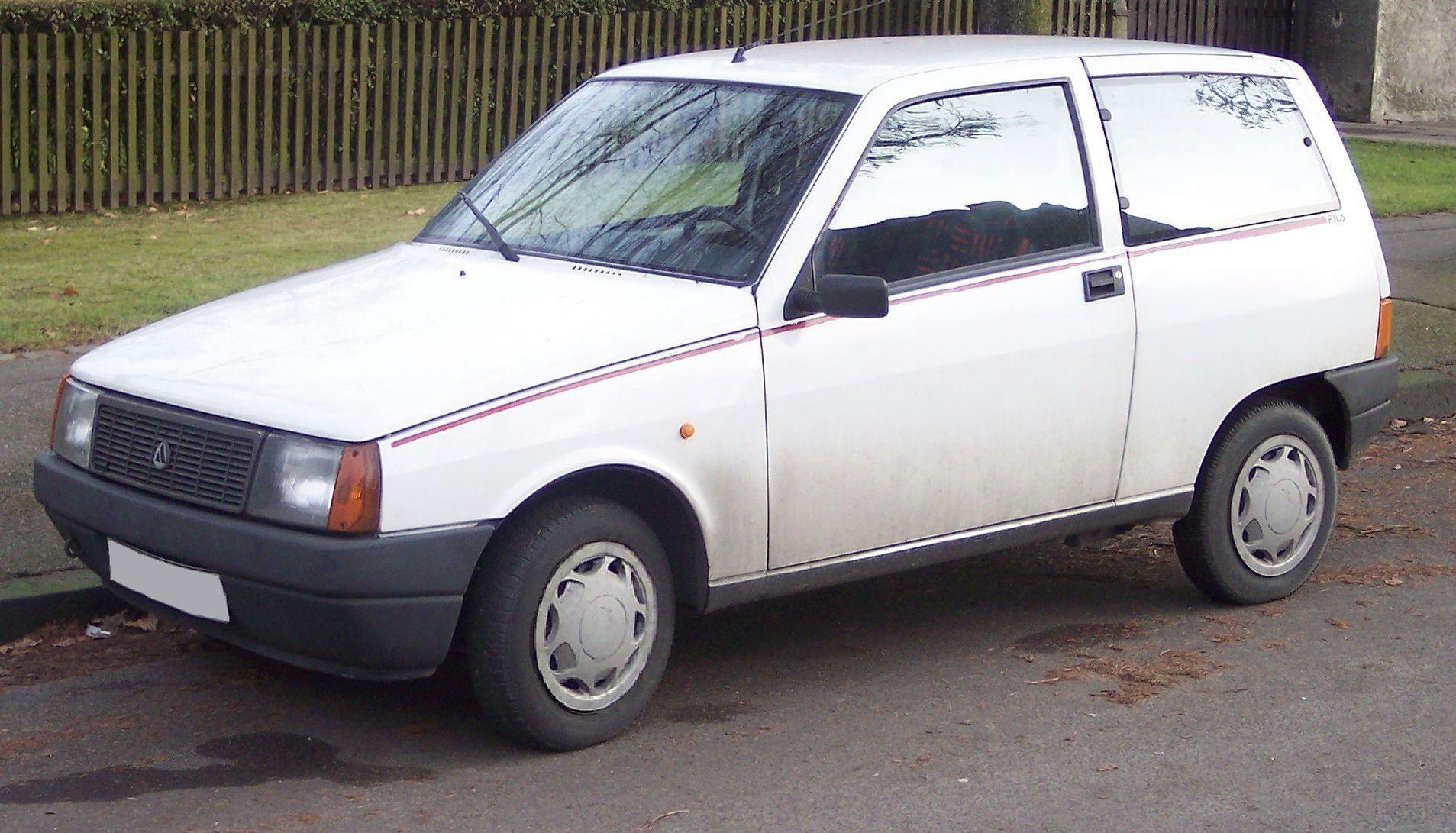
Der Fluchtwagen vom Typ Lancia Y10 Fila (Beispielbild) wurde in Frankfurt entdeckt.

Nach dem Attentat blieb eine sofort angeordnete Ringfahndung mit Personenkontrollen erfolglos. Am Abend des 30. November wurde im Frankfurter Stadtteil Bonames der Fluchtwagen entdeckt, den die Attentäter zum „Doublettenfahrzeug“ umgerüstet hatten: Kennzeichen und äußere Merkmale wie etwa kleine Beschädigungen oder Aufkleber wurden einem regulär in Frankfurt zugelassenen weißen Lancia Y10 Fila zugeordnet.

### Auffällige Umstände rund um die Attentatsausführung
Der Journalist Christoph Gunkel weist auf aus seiner Sicht ungewöhnliche Umstände hin: Die als Baustelle getarnten Arbeiten, bei denen man die Kabel für die Lichtschranke verlegte (sie waren allerdings von kurzer Dauer; nach Angaben von Augenzeugen wurde nach ihrer Beendigung das Baustellenschild vergessen und stand wochenlang am Rand der Fahrbahn), der große materielle und technische Aufwand sowie der Einsatz einer Bombe militärischer Bauart mit dem Sprengstoff TNT entsprachen nicht der bisherigen Vorgehensweise der RAF. Überdies waren die auffälligen Vorbereitungen zu dem präzise geplanten Anschlag weder der Polizei noch dem Bundeskriminalamt verdächtig vorgekommen, obwohl Herrhausen zum Kreis der am stärksten gefährdeten Personen in der Bundesrepublik gehörte und die Umgebung seines Hauses ständig überwacht wurde. Ebenso war die Neigung der Türverkleidung zur Splitterbildung dem Hersteller bekannt, und es wurden damit ausgestattete Fahrzeuge bereits für eine Umrüstung zurückgerufen, bis auf das eine, in dem Herrhausen saß.

## RAF-Bekennerschreiben und Zweifel an deren Echtheit

### Erstes Bekennerschreiben
Die Verantwortlichen des Attentats konnten nicht ermittelt werden, die RAF bekannte sich aber am Nachmittag des Attentats per Anruf bei den Herrhausens zur Tat. Am Tatort wurde unter der Sprengvorrichtung ein in einer Plastikfolie eingeschweißtes DIN-A4-Blatt gefunden, auf dem sich das RAF-Logo und die Aufschrift „Kommando Wolfgang Beer“ befanden. Der damalige Sprecher der Bundesanwaltschaft, Hans-Jürgen Förster, bezeichnete das vorgefundene Bekennerschreiben als „atypisch“ für die RAF, da die RAF am Tatort üblicherweise ausführliche Erklärungen und Begründungen, warum man den Anschlag unternommen habe, hinterlässt. Zudem hat die RAF nie aufgeklebte Letraset-Buchstaben verwendet, wie es beim Herrhausen-Bekennerschreiben der Fall war.

### Zweites Bekennerschreiben
Am 4. Dezember 1989 erhielten drei Nachrichtenagenturen ein weiteres Selbstbezichtigungsschreiben – datiert auf den 2. Dezember 1989 –, in dem sich die RAF detaillierter zum Mord an Herrhausen bekannte: „Am 30.11.1989 haben wir mit dem ‚Kommando Wolfgang Beer‘ den Chef der Deutschen Bank, Alfred Herrhausen, hingerichtet; mit einer selbstgebauten Hohlladungsmine haben wir seinen gepanzerten Mercedes gesprengt.“ Die Hinrichtung wurde mit Herrhausens Spitzenstellung innerhalb der Deutschen Bank begründet, durch deren Geschicke sich „die Blutspur von zwei Weltkriegen und millionenfacher Ausbeutung ziehe“. Die Bank sei zu einem Symbol für Macht und Herrschaft geworden und unter Herrhausens Regie zur europaweit größten Bank aufgestiegen, die im Zuge der Maueröffnung Anfang November 1989 bereit sei, „nun auch die Menschen in Osteuropa wieder dem Diktat und der Logik kapitalistischer Ausbeutung zu unterwerfen.“ RAF-Experten fiel umgehend die im Bekennerschreiben verwendete einfache Sprache auf, die sich in antiimperialistischen Phrasen erschöpfte und damit im starken Kontrast zur technischen Perfektion der Attentatsdurchführung stand. Bundesinnenminister Wolfgang Schäuble äußerte am 7. Dezember 1989 Zweifel an der Echtheit dieses Bekennerschreibens: „Die Substanz des Täterschreibens steht in einem Gegensatz zur Schwere und technischen Perfektion des Anschlags. Dieses Schreiben bleibt deutlich hinter dem Niveau früherer Selbstbezichtigungen und gegenüber Äußerungen von RAF-Häftlingen zurück.“ Zudem handelte es sich bei dem Sprengsatz, wie es ausdrücklich im Bekennerschreiben hieß, nicht um eine „selbstgebaute Hohlladungsmine“, sondern um eine mit üblicherweise nur für militärisch verwendeten TNT-Sprengstoff beschichtete Kupferplatte, die sich nach der Zündung zu einem panzerbrechenden Projektil formt.
Das Bundeskriminalamt sah in dem Bekennerschreiben hingegen Parallelen zu einer Äußerung Eva Haules aus dem November 1988 und einem veröffentlichten Brief Helmut Pohls vom November 1989, weshalb es davon ausging, dass dieses Schreiben maßgeblich von damals inhaftierten RAF-Mitgliedern bestimmt worden sei: „Die RAF-Köpfe sitzen alle drinnen.“ Auch spätere Aussagen der ehemaligen RAF-Mitglieder Birgit Hogefeld, Christian Klar und Eva Haule weisen die Tat der RAF zu.

## Vermeintlicher Kronzeuge und die Rolle des hessischen Verfassungsschutzes

### Siegfried Nonne – vermeintlicher Kronzeuge und V-Mann des hessischen Verfassungsschutzes
Trotz des Bekenntnisses der RAF hatten die Ermittler, wie Bundeskriminalamts-Präsident Hans-Ludwig Zachert im März 1991 einräumte, keine konkrete Spur zu den individuellen Tätern. Bis sich am 25. Juli 1991 Siegfried Nonne als vorgeblicher Mittäter offenbarte. Nonne war zwischen 1982 und 1986 als ein in die linke Frankfurter Szene eingeschleuster V-Mann und Informant des hessischen Landesamts für Verfassungsschutz tätig. Er wurde aber entdeckt und folglich von der linken Szene „ausgegrenzt“. 1986 wurde er wegen Unzuverlässigkeit, sowie seiner Alkohol- und Drogenabhängigkeit vom Verfassungsschutz „abgeschaltet“. In einer am 25. Juli 1991 getätigten Aussage gegenüber seinen beiden ehemaligen V-Mann-Führern des hessischen Verfassungsschutzes im Sport-Hotel „Wettenberg“ bei Gießen belastete der Kronzeuge Siegfried Nonne sich selbst sowie die bereits steckbrieflich gesuchte Terroristin Andrea Klump, den seit 1984 untergetauchten RAF-Sympathisanten Christoph Seidler und zwei weitere ihm nur als Stefan und Peter bekannte vermeintliche RAF-Mitglieder. Nonne gab an, dass die vier vor dem Anschlag zwei Monate lang in seiner Bad Homburger Wohnung gelebt hätten. Außerdem sei er selbst an der Planung beteiligt gewesen. Im Anschluss an diese Aussage wurde Nonne im Rahmen des „Zeugenschutzes“ in der geschlossenen psychiatrischen Abteilung des Philippshospitals in Goddelau „sicherheitsverwahrt“.
Erst vier Monate später wurde Nonne am 21. November 1991 erstmals auch von der Bundesanwaltschaft in Karlsruhe vernommen und wiederholte seine Aussage vom 25. Juli 1991. Am selbigen Tag ließ der Generalbundesanwalt Nonnes Wohnung und Keller durchsuchen. In Nonnes Keller wurden äußerst geringe Sprengstoffmikrospuren (10 bis 100 Millionstel Gramm) gefunden, allerdings von anderen Substanzen (2,4-Dinitrotoluol, 2,4-Dinitroethylbenzol und Spuren von Nitroglycerin) als dem beim Anschlag verwendeten Trinitrotoluol (TNT). Daraufhin erließ der Ermittlungsrichter am 6. Dezember 1991 Haftbefehl gegen Nonne, der aufgrund der Kronzeugenregelung jedoch nicht vollzogen wurde. Auf Antrag des Generalbundesanwaltes wurde der Kronzeuge Nonne daraufhin „sicherheitsverwahrt“. Im Rahmen der Zeugenschutz-Regelung wies man ihn unter dem Decknamen „Herbert Mayer“ erneut in eine geschlossene Anstalt für psychisch kranke Straftäter ein, dieses Mal ins Psychiatrische Landeskrankenhaus im baden-württembergischen Wiesloch.
Nonnes Halbbruder Hugo Föller stellte die Aussagen von Siegfried Nonne hingegen bei einer Vernehmung des BKA am 21. Januar 1992 in Frage. Föller hatte gemeinsam mit seiner Ehefrau und Nonne selber lange Zeit zusammen in Nonnes Bad Homburger Sozialwohnung am Hessenring 116 gelebt – auch zum Zeitpunkt der vorgeblichen Attentatsvorbereitung und zum Zeitpunkt des Attentats. Föller gab an, er sei erst zwei Monate nach dem Attentat ausgezogen und habe keinen Fremden im Haus gesehen. Andere Bewohner des Hauses bestätigten Föllers Aussage, dass sich zu keinem Zeitpunkt unbekannte Personen länger im Haus aufgehalten hätten. Föller starb am 23. Januar 1992, zwei Tage nach seiner Aussage, im Alter von 42 Jahren an einer Lungenentzündung. Seine Ehefrau starb kurz darauf an Krebs.
Trotz der Zweifel Föllers und der Aussagen von Nonnes Nachbarn präsentierte das Bundeskriminalamt noch am 21. Januar 1992 der Öffentlichkeit seinen Fahndungserfolg mit den Worten „Attentat aufgeklärt. Kronzeuge Siegfried Nonne gesteht.“ Verbunden ist diese Bekanntgabe mit einem Fahndungsaufruf nach Andrea Klump, Christoph Seidler, „Stefan“ und „Peter“.

### Widerruf der Aussagen des Kronzeugen Siegfried Nonne
In einer Sendung des WDR-Magazins Monitor vom 1. Juli 1992 widerrief Nonne vor laufender Kamera seine gesamte Aussage. Er gab gegenüber den Journalisten an, dass er von Mitarbeitern des hessischen Verfassungsschutzes mit kaum verhohlenen Morddrohungen (er sei ja suizidgefährdet, man könne da nachhelfen) zu seiner Aussage genötigt worden sei. Ein BKA-Mitarbeiter, der einen der Autoren wenige Tage nach der Sendung anrief, bestätigte Nonnes Angaben und legte bei einem Treffen mit dem Autor Mitte Juli 1992 Unterlagen vor, aus denen hervorging, dass der hessische Verfassungsschutz von sich aus mit Nonne Kontakt aufgenommen hatte. So wurde Nonne bereits am 4. Dezember 1989, und damit unmittelbar nach dem Herrhausen-Attentat, vom hessischen Landesverfassungsschutz observiert, um herauszufinden, ob ein Einsatz Nonnes als V-Mann zur Informationsgewinnung zum Attentat sinnvoll wäre. Hierbei stellte man fest, dass seitens Nonne keinerlei Kontakte zum RAF-Umfeld feststellbar waren und eine V-Mann-Tätigkeit daher als nicht sinnvoll erschien. Obwohl der Observations-Bericht eine Wiederansprache Nonnes in Sachen Herrhausen für wenig sinnvoll hielt, nahmen die Verfassungsschützer „Nordmann“ und „Schultheiß“ Kontakt zu Nonne auf. Die Kontaktaufnahme gipfelte im Diktat der Falschaussagen bei dem Treffen am 25. Juli 1991 im Sport-Hotel „Wettenberg“ bei Gießen.
In der Folge wurde bekannt, dass Nonne mehrfach in psychiatrischer Behandlung gewesen war und unter Alkohol- und Drogenproblemen litt. Erst vier Tage bevor er sich erstmals mit seinen Aussagen an den Verfassungsschutz gewandt hatte, war er aus einem halbjährigen Aufenthalt in der Psychiatrie entlassen worden. Die Diagnose lautete damals: „Länger anhaltende depressive Reaktion mit suizidalen Gedanken, Polytoxikomanie inklusive Morphin, Persönlichkeitsstörung auf Borderline-Niveau.“ Zwei von den Behörden beauftragte Gutachten bescheinigten Nonnes Aussagen dennoch Glaubhaftigkeit. Damit war fraglich, ob Nonnes erste Aussage oder sein Widerruf als gültig angesehen werden sollte. Die Behörden entschieden sich dafür, seine Aussage als glaubhaft, den Widerruf dagegen als unglaubwürdig einzustufen, wodurch die Haftbefehle gegen die beiden von ihm benannten Täter bestehen blieben. Später revidierte Nonne seinen Widerruf, da er bedroht und genötigt worden sei, diesmal von den Monitor-Journalisten. Das Ermittlungsverfahren gegen ihn wegen Mittäterschaft wurde 1994 unter Anwendung der Kronzeugenregelung wegen seiner Beteiligung an der Tataufklärung eingestellt.
Viele Seiten äußerten Zweifel an Nonnes Glaubwürdigkeit. Seine Aussagen und die darauf aufgebaute Version der Behörden gelten in einer Reihe von Punkten als unstimmig. Am 13. Februar 1995 stellte die Bundestagsfraktion der Grünen eine kleine parlamentarische Anfrage mit dem Titel Der Kronzeuge Siegfried Nonne und die Rolle der Sicherheitsbehörden an die Bundesregierung, die sich in wesentlichen Teilen auf Aussagen des Buches Das RAF-Phantom bezog, das die WDR-Journalisten inzwischen über die vermeintlich inexistente dritte RAF-Generation geschrieben hatten. Die Bundesregierung antwortete, die Aussagen Nonnes würden auch weiterhin als glaubwürdig angesehen.

### Aufhebung der Haftbefehle
Das Festhalten des Generalbundesanwalts an Nonnes Aussagen wurde vielfach kritisiert. Als sich der Beschuldigte Christoph Seidler 1996 den deutschen Behörden im Rahmen eines Aussteigerprogrammes stellte, präsentierte er für die Tatzeit ein Alibi; der Bundesgerichtshof hob den Haftbefehl gegen Seidler daraufhin gegen den Willen des Generalbundesanwalts auf. Eine Beschwerde dagegen wurde 1997 mit dem Hinweis auf die Unglaubwürdigkeit des Kronzeugen Nonne abgelehnt. Seidler befindet sich seitdem auf freiem Fuß. Er wurde außerdem von dem Vorwurf der RAF-Mitgliedschaft entlastet, der einzig auf Nonnes Aussagen beruhte. Auch der Haftbefehl gegen Andrea Klump wurde deshalb aufgehoben. Sie wurde wegen anderer terroristischer Verbrechen zu einer Haftstrafe verurteilt, eine Anklage wegen ihrer vermeintlichen RAF-Mitgliedschaft wurde 2001 fallen gelassen. 2004 wurde auch das Ermittlungsverfahren gegen Klump aus Beweismangel eingestellt und fortan gegen Unbekannt ermittelt.
Der Spiegel bilanzierte im Jahr 2009, „die sensationelle Wende [durch Nonnes Aussagen] wurde zur Justizposse, die sich über Jahre hinzog und für die Bundesanwaltschaft in einem Desaster endete.“ Die FAZ schrieb zum gleichen Anlass: „Siegfried N. erwies sich als ein Psychopath, dessen Geständnis genau so wertlos war wie später sein Widerruf.“

## Mutmaßungen über Beteiligungen der Terrororganisation PFLP und von Geheimdiensten

### Volksfront zur Befreiung Palästinas (PFLP)
Rainer Hofmeyer, ehemals Leiter der Abteilung Terrorismusbekämpfung im Bundeskriminalamt, sagte 2022, dass die Konstruktion der Sprengsätze und die hohe Präzision der Tatausführung „uns Ermittler zwangsläufig vor die Frage einer technischen Unterstützung durch Dritte stellte.“ Gleichwohl habe es keine durch materielle, personelle oder sonstige handfeste Spuren belegbaren Zusammenhänge zu Hinterleuten oder zu ähnlichen Anschlägen gegeben. 2014 ging der investigative Journalist und Buchautor Egmont R. Koch in seinem für die ARD produzierten Dokumentarfilm Die Spur der Bombe – Neue Erkenntnisse im Mordfall Herrhausen der damals bekannten Information nach, dass beim tödlichen Attentat auf den libanesischen Staatspräsidenten René Moawad in Beirut am 22. November 1989 – und damit nur acht Tage vor dem Herrhausen-Attentat – eine gleichartige Sprengfalle erstmals überhaupt verwendet wurde. Nach Ansicht des Politikwissenschaftlers Wolfgang Kraushaar gibt diese Tatsache einen weiter zu verfolgenden Hinweis darauf, dass sich die RAF in den 1980er Jahren internationalisierte und möglicherweise mit der Volksfront zur Befreiung Palästinas (PFLP) kooperierte. Im Juni 1988 hatte sich die RAF mit den italienischen Brigate Rosse über panzerbrechende Waffen ausgetauscht.

### CIA und andere westliche Geheimdienste
Herrhausen forderte zunächst öffentlich auf der Jahrestagung des IWF in Washington am 29. September 1987, dann im Juni 1988 auf der Bilderberg-Konferenz in Österreich und schließlich im September 1988 erneut öffentlich auf der Jahrestagung des IWF in Berlin einen teilweisen Schuldenerlass für hoffnungslos verschuldete Dritte-Welt-Staaten wie Mexiko ein. Diese Länder könnten die fälligen Kreditzinsen immer wieder nur mit neuen Krediten finanzieren, was zur weiteren Verarmung der Länder bei gleichzeitigem Erstarken der Gläubigerbanken führt. Anwesende Banker quittierten Herrhausens Forderungen mit wütenden Protesten. Herrhausens Biographin Friederike Sattler weist zunächst darauf hin, dass Spekulationen über eine Involvierung von Geheimdiensten „stärker auf Plausibilität und Fantasie basieren[d] als auf erwiesenen Fakten“. In Folge schreibt Sattler, dass Herrhausens Kritik an der amerikanischen Kredit- und Zinspolitik und sein Engagement für die Dritte-Welt Gerüchte aufkommen ließ, dass aufgrund der zu erwartenden nachteiligen Konsequenzen für japanische, amerikanische und europäische Großbanken die CIA und weitere westliche Geheimdienste sich an Herrhausens Beseitigung beteiligt haben könnten.

### KGB und Stasi
Herrhausens Engagement für die Reformpolitik des russischen ZK-Generalsekretärs Michail Gorbatschow sowie für die gerade erst begonnene Öffnung und marktkapitalistische Erschließung der Länder Osteuropas spreche – wenn auch ohne stichhaltige Beweise – für eine Beteiligung des russischen Geheimdienstes KGB und des DDR-Geheimdienstes (Stasi). Zugleich forderte die Autorin Friederike Sattler mit Hinweis auf die Rechercheergebnisse Regine Igels, die ausdrücklich als Spekulation gekennzeichnete Hypothese nicht auszuschließen, dass die während des SED-Machtverfalls 1989 immer weniger kontrollierbare DDR-Staatssicherheit Unterstützung bei dem Attentat auf Herrhausen geleistet habe.
Historisch, so Rainer Hofmeyer, ehemals Leiter der Abteilung Terrorismusbekämpfung im Bundeskriminalamt, sei bedeutsam, dass die Rote Armee Fraktion ihren Namen aus dem der Land- und Luftstreitkräfte der Sowjetunion entwickelt habe. Die RAF habe sich stets als marxistisch-leninistische Avantgarde gesehen. Zudem habe eine instabile innenpolitische Lage in der Bundesrepublik Deutschland wie zu Hochzeiten der RAF durchaus im Interesse östlicher Geheimdienste gelegen. Die Zeithistorikerin Petra Terhoeven hält es für wahrscheinlich, dass die RAF sich für diesen Anschlag ausländischen Know-Hows bediente. Laut Bundesanwaltschaft wurden die Ermittlungen im Fall Herrhausen im September 2007 wieder intensiviert. Dabei wurde auch eine Spur zur Sondereinheit AGM/S des DDR-Ministeriums für Staatssicherheit verfolgt, die Terroranschläge in der Bundesrepublik planen und durchführen sollte.
Der Regensburger Politikwissenschaftler Alexander Straßner bezeichnet in seiner Dissertation über die dritte RAF-Generation die weit verbreiteten alternativen Erklärungsversuche eines RAF-Phantoms bzw. einer Involvierung der DDR-Staatssicherheit als „unhaltbar“ bzw. „ohne Hinweise“.

## Aktueller Ermittlungsstand
Trotz einer von der Bundesregierung ausgesetzten Belohnung in Millionenhöhe für Hinweise, die zur Überführung der Attentäter führen, konnten bisher keine Täter ermittelt werden.
Welche Gruppe und welche Täter Alfred Herrhausen ermordet haben, bleibt ungeklärt. Das Ermittlungsverfahren läuft „gegen Unbekannt“ weiter.
Immer wieder wurde – ohne konkreten Hinweis – über die mögliche Beteiligung von RAF-Mitglied Wolfgang Grams, der beim Festnahmeversuch in Bad Kleinen 1993 Suizid beging, spekuliert. An etwa 50 Haaren, die am Tatort gefunden worden waren und die 2001 untersucht wurden, fanden sich ebenso wenig verwertbare DNA-Spuren wie an den 2009 erneut untersuchten Bekennerschreiben.

## Mahnmal am Attentatsort

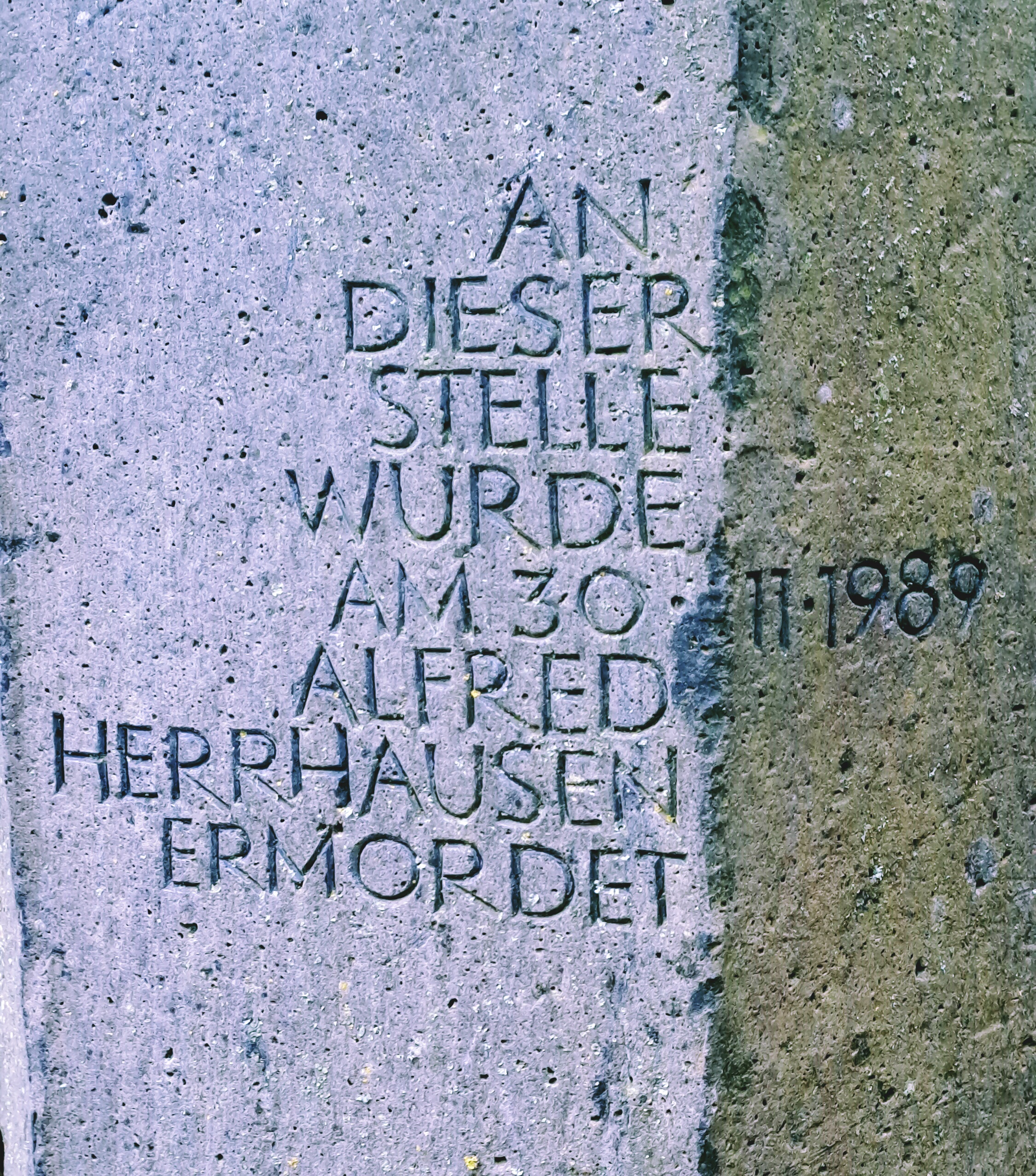
Inschrift einer Stele als Teil des Alfred-Herrhausen-Mahnmals

Sieben Jahre nach Herrhausens Ermordung wurde am 30. November 1996 in Anwesenheit von Traudl Herrhausen und des Bad Homburger Oberbürgermeisters Wolfgang Assmann am Ort des Attentats ein von Friedrich Meyer gestaltetes, aus drei Stelen bestehendes Mahnmal eingeweiht. Zwei der drei Basaltsäulen stehen auf der Seite des Kurparks und zeigen eingravierte Zitate von Ingeborg Bachmann: „Die Wahrheit ist dem Menschen zumutbar“ und von Karl Popper: „Nur dort war die Gesellschaftskritik von Erfolg gekrönt, wo es die Menschen gelernt hatten, fremde Meinungen zu schätzen und zu ihren politischen Zielen bescheiden und nüchtern zu sein, wo sie gelernt hatten, dass der Versuch, den Himmel auf Erden zu verwirklichen, nur allzu leicht die Erde in eine Hölle für die Menschen verwandelt.“ Die dritte Stele des Mahnmals wurde auf der gegenüberliegenden Straßenseite aufgestellt. Sie ist gebrochen und zeigt den Satz „An dieser Stelle wurde am 30.11.1989 Alfred Herrhausen ermordet“.

## Dokumentation
- Attentat auf Alfred Herrhausen - „Wir wissen definitiv wer die Täter waren.“ Deutschlandfunk, SR, WDR (Radio), 43 min., 2014
- Die Spur der Bombe - Neue Erkenntnisse im Mordfall Herrhausen. ARD, 44 min., 2014
- Phantom RAF – Der ungelöste Fall Herrhausen. ZDF, 43 min. 2019

## Filmische Darstellung
- Herrhausen – Der Herr des Geldes. Polit-Thriller, 2024